# Lento (bướm nhảy)
Lento là một chi bướm ngày thuộc họ Bướm nâu.

## Hình ảnh

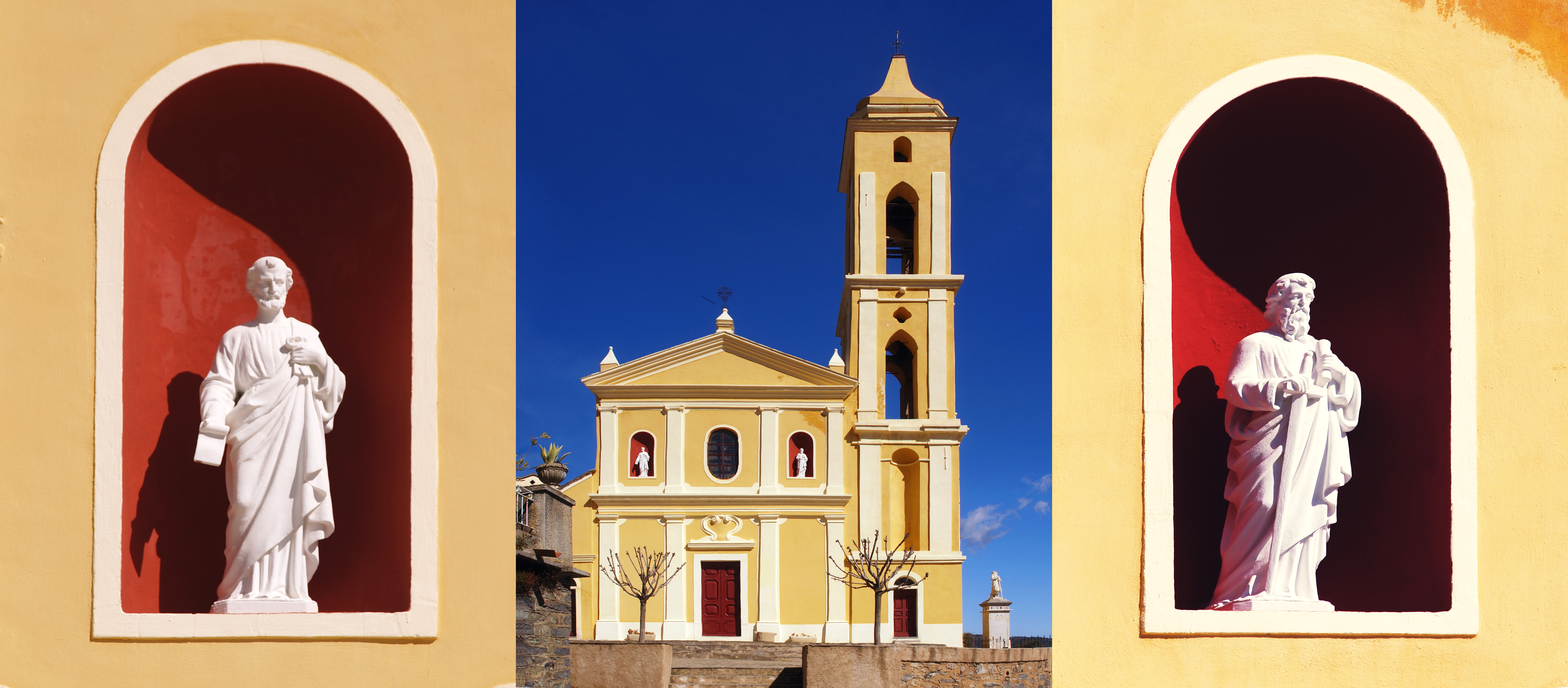
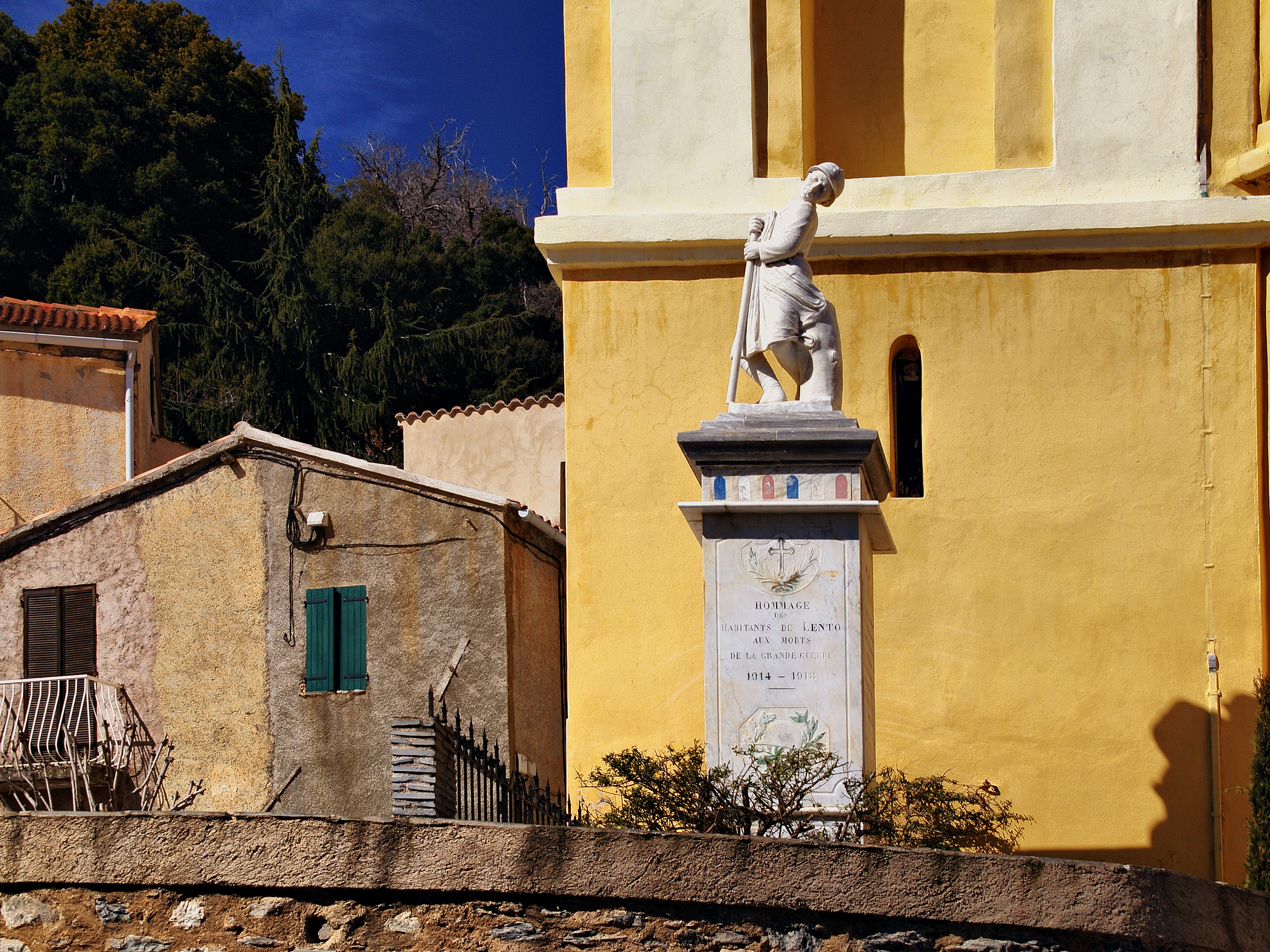
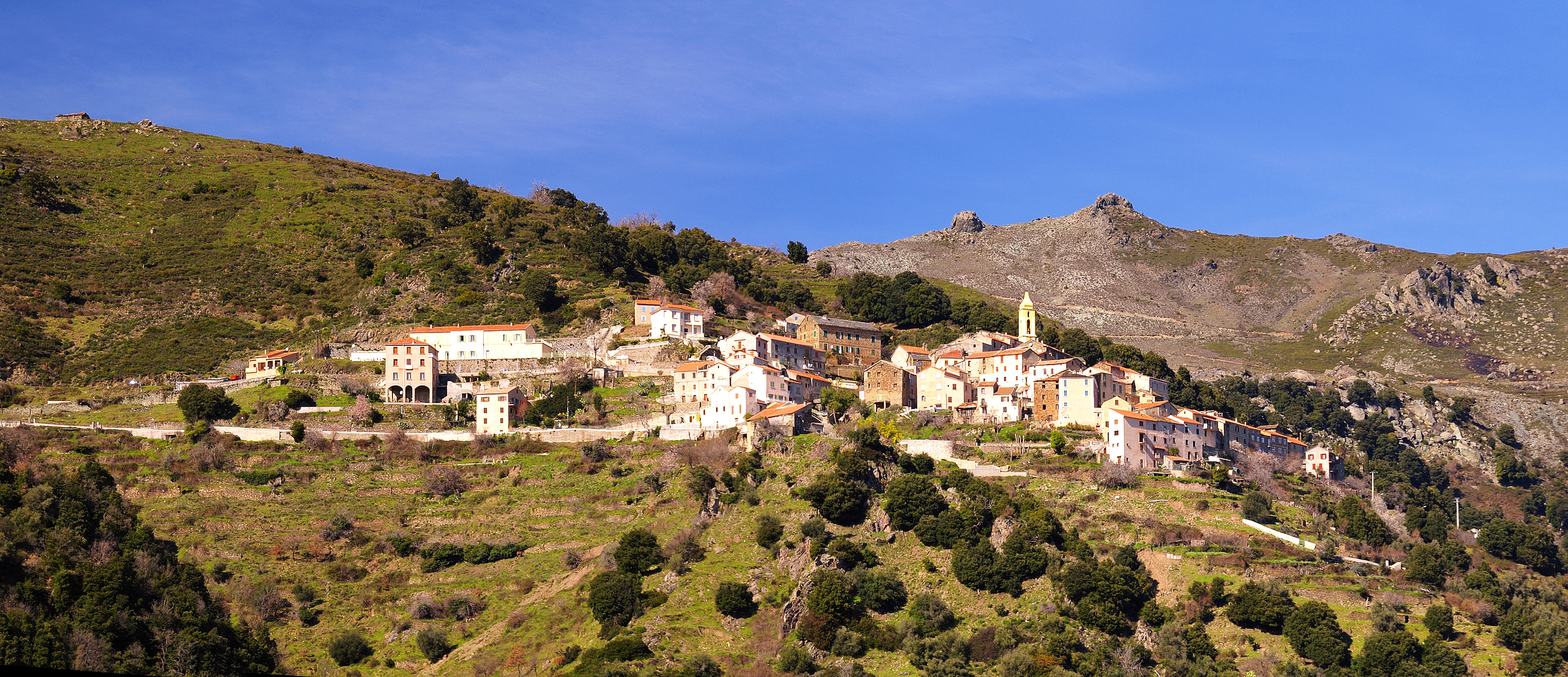
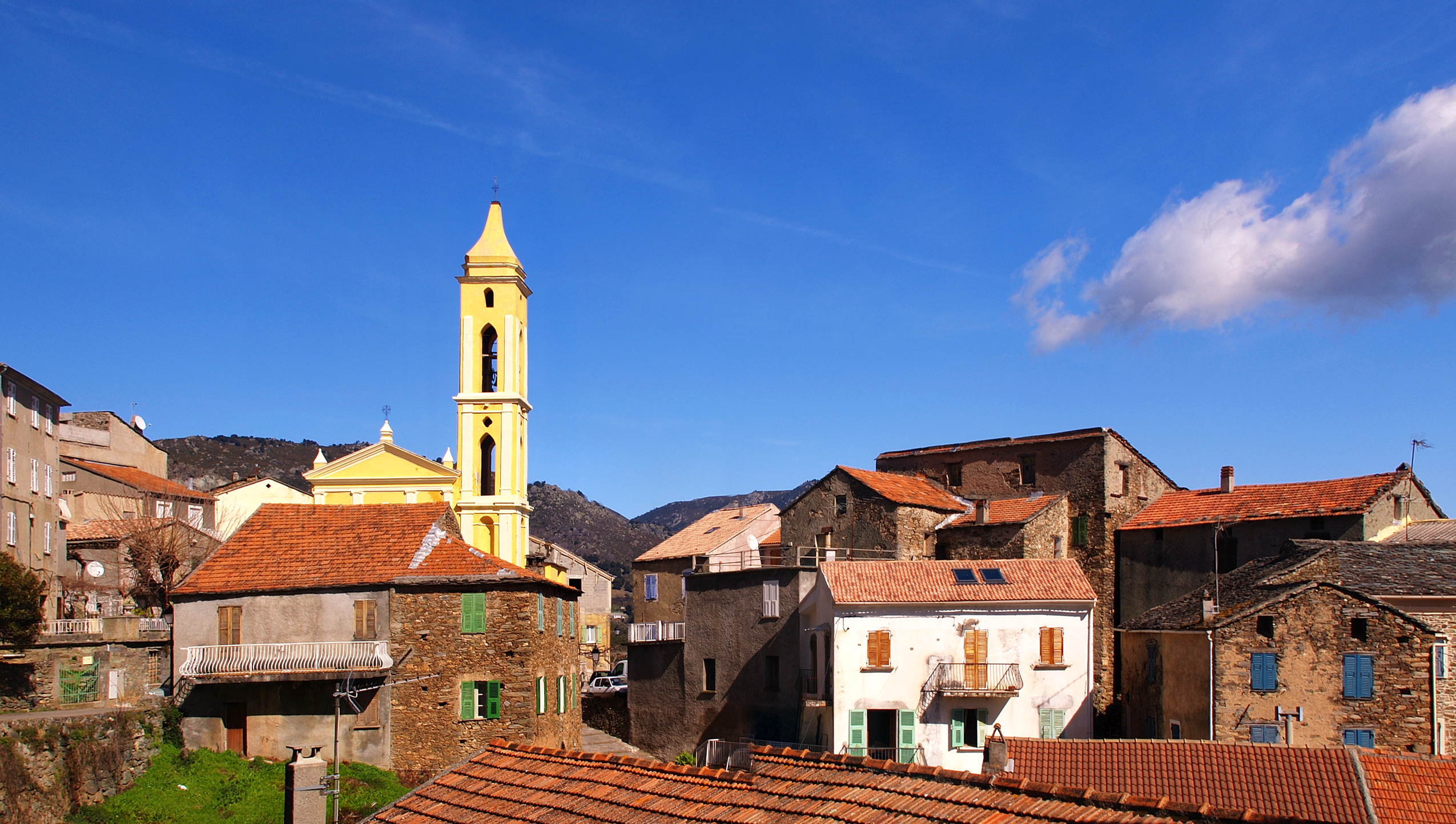